# كيم ستار
دانيال كيم (بالإنجليزية: Daniel Keem)‏ (ولد في 8 مارس 1982)،  المعروف ب الاسم المستعار على الإنترنت كيم ستار ، هو صانع محتوى أمريكي على يوتيوب وستريمر. اشتهر باستضافة البرنامج الإخباري للثقافة الشعبية دراما الرت على الإنترنت .

## حياته
وُلد كيم في 8 مارس 1982 في بوفالو ، نيويورك. لديه أخ واحد وأخت واحدة.

## مسار مهني مسار وظيفي

### التاريخ
كان أول ظهور لكيم على يوتيوب في مقطع فيديو هيلو ٣ على يوتيوب من عام 2009، حيث تم تسجيله من خلال الدردشة الصوتية متعددة اللاعبين عبر الإنترنت. تم إنشاء قناته الأولى على يوتيوب، «كيم ستار جي اكس دي»، في عام 2009، وهي مخصصة للإبلاغ عن الأخبار داخل مجتمع يوتيوب. في يونيو 2014، سجل قناة دارما الرت. غالبًا ما يقدم كيم آرائه الخاصة حول المواضيع التي يكتب عنها تقريرًا.

### الصراعات والخلافات
في عام 2008، أثناء جدال مع وسيط يدعى أليكس على موقع BattleCam.com ، شجع كيم مشاهديه على كتابة «أليكس زنجي غبي» في دردشة البث؛ اعتذر لاحقًا عن استخدام الافتراء العنصري.
في كانون الثاني (يناير) 2016، نشر كيم تغريدة موجّهة إلى توتال بسكويت، أحد صانعي محتوى يوتيوب الذي تم تشخيص إصابته مؤخرًا بسرطان عضال، قائلاً إنه لا يستطيع الانتظار للإبلاغ عن وفاته. اعتذر كيم لاحقًا عن التغريدة. توفي توتال بسكويت في مايو 2018.
في مايو 2016، أصدر إيان كارتر، المعروف باسم ايدبز، شرطي المحتوى مقطع يوتيوب على كيم ، والذي حصل على أكثر من 30 مليون مشاهدة على يوتيوب اعتبارًا من مايو 2020. واتهم كيم في الفيديو بتهديد كبار مستخدمي يوتيوب بتغطية سلبية والترويج لقنوات صغيرة أو اتهامهم بإخفاء شيء ما. وصف كارتر كيم بأنه «صانع قرار متهور جدًا» وعرض مقاطع لكيم تقول ما أسماه «هراء مؤسف حقًا». رداً على ذلك، وصف كيم فيديو شرطي المحتوى بأنه «ترفيهي» ونفى رغبته في مهاجمة صانعي المحتوى الآخرين، قائلاً إنه «ليس لديه مشكلة في حجز الضيوف أو إجراء مقابلات حصرية». كما اعتذر عن التعليقات والحوادث التي تسبب فيها، لكنه «برر» قوله «زنجي» (على سبيل المزاح) باستخدام اختبار الحمض النووي لإثبات أنه أسود بنسبة 9 بالمائة.
في كانون الثاني (يناير) 2019، اتهم اليوتيوبر جيك بول كيم بإلحاق العار بجسد صديقة بول آنذاك، إيريكا كوستيل، بعد أن نشرت كيم تغريدة تقارن جسدها بـ يوجينيا كوني، وهي من صانعي المحتوى على يوتيوب تعاني من اضطراب في الأكل.
في يونيو 2019، بعد انتحار اليوتيوبر اتيكا، ألقى العديد من مستخدمي تويتر باللوم على كيم لـ `` التحريض على '' اليوتيوبر، مع الكثير من الانتقادات التي تأسست في مقابلة في وقت سابق من ذلك العام حيث قال كيم «إذا كنت تفكر حقًا في الأمر، فلماذا تعيش؟ مجرد القفز من الهاوية. إذا كانت مجرد محاكاة، فمن يهتم؟» ردًا على إيتيكا يتحدث عن كيف يعتقد أنه يعيش في محاكاة. كما ذكر اتيكا كيم في آخر فيديو له بعنوان «أنا آسف» قائلاً، «كيم ستار، أتمنى لك أفضل نيغا». نفى كيم هذه المزاعم في سلسلة من التغريدات، مدعيا أن الناس يستخدمونه كبش فداء وأن لا أحد يتحدث عن التغريدات التي كان يشعر بالقلق تجاهه فيها. ومضى يقول إنه يعتقد أن مشاكل الصحة العقلية التي يعاني منها إيتيكا كانت حيلة دعائية، نظرًا لأنه يبدو بخير ورغبته في أن يكون ضيفًا على برنامج دراما الرت. دافعت والدة إيتيكا عن كيم من خلال إرسال رسائل نصية إليه بعد ذلك، قائلة إنه ليس مسؤولاً عن انتحار إيتيكا وأنه يحب كيم وبرنامجه.
في مايو 2020، أصدر صانع المحتوى إيثان كلاين عرض فيديو عن كيم ستار، مما أدى إلى إنهاء جي فيل رعايتها معه.

## الحياة الشخصية
كيم لديها ابنة صغيرة. أظهر كيم دعمه لدونالد ترامب في العديد من التغريدات.

## ديسكغرفي

### الفردي
| عنوان              | عام  | البوم             |
| ------------------ | ---- | ----------------- |
| "دولار في الغابة!" | 2017 | Non-album singles |
| "كيم بوب"          | 2020 | Non-album singles |

## روابط خارجية
- كيم ستار على يوتيوب
- كيم ستار على تويتر.
- كيم ستار على إنستغرام